# Scott Johnson
Scott Johnson es un actor, cantante y músico australiano.

## Biografía
Estudió en la prestigiosa National Institute of Dramatic Art "NIDA" de donde se graduó en 1996 con un grado en actuación, Scott es tutor en la escuela.
Después de salir por casi once años con la actriz Rachel Gordon, la pareja se casó en 2005 sin embargo se divorciaron en 2009.

## Carrera
Apareció en comerciales para "Listerine". Es el cantante principal de una banda llamada "Ashenway".
En 2005 apareció como personaje invitado en la serie policíaca Blue Heelers donde interpretó a Steven Prior.
El 6 de abril de 2007 apareció como personaje recurrente de la serie Neighbours donde interpretó a Charlotte Stone, quien llega a la bahía junto a su cómplice Charlotte Stone para robarle a los residentes de Erinsborough, su última aparición fue el 11 de mayo del mismo año después de que su personaje fuera asesinado por Charlotte luego de que esta lo golpeara después de que Terrence la amenazara con revelarle a la policía sus estafas.

## Filmografía
- Series de Televisión.:

| Año  | Serie                 | Personaje           | Notas                                |
| ---- | --------------------- | ------------------- | ------------------------------------ |
| 2006 | Rescue Special Ops    | Brad Golen          | episodio "Missing Pieces"            |
| 2010 | Offspring             | Tim                 | episodio # 1.2                       |
| 2007 | Neighbours            | Terrence Chesterton | 8 episodios                          |
| 2006 | Thank God You're Here | Elenco Adicional    | episodio # 1.9                       |
| 2005 | Blue Heelers          | Steven Prior        | 3 episodios                          |
| 2002 | Mcleod's Daughters    | Rowan Simmons       | episodio "You Can Leave Your Hat On" |
| 1997 | Big Sky               | Nick                | episodio "Just Between Us"           |

- Películas.:

| Año  | Película                            | Personaje         | Notas                                                                                     |
| ---- | ----------------------------------- | ----------------- | ----------------------------------------------------------------------------------------- |
| 2007 | Road Rage                           | Conductor Enojado | corto - junto a Nathaniel Buzolic, Peter Carmody, Nicholas Cassim & Jay Faisca            |
| 2007 | Razzle Dazzle: A Journey into Dance | Padre             | junto a Rachel Gordon & Amelia Ashton                                                     |
| 2004 | Jessica                             | Phillips          | junto a Leeanna Walsman, Sam Neill, Tony Martin, John Howard, Oliver Ackland & Wil Traval |
| 1998 | Heaven on the 4th Floor             | Enfermero         | corto - junto a Bunney Brooke, Joyce Jacobs, James Hagan & Jennifer Hagan                 |

- Departamento de Reparto.:

| Año  | Título               | Notas                     |
| ---- | -------------------- | ------------------------- |
| 2007 | My Greatest Day Ever | corto - casting adicional |
| 2007 | Road Rage            | corto - casting adicional |

- Teatro.:[4]

| Año         | Obra                                         | Personaje    | Director (a)      | Teatro                 | Notas                                                   |
| ----------- | -------------------------------------------- | ------------ | ----------------- | ---------------------- | ------------------------------------------------------- |
| 2009 - 2011 | Jersey Boys                                  | Tommy DeVito | -                 | Theatre Royal          | junto a Stephen Mahy, Bobby Fox & Glaston Toft          |
| 2008        | Anatomy Titus Fall of Rome: A Shakespeare C. | -            | Michael Gow       | Merlyn Theatre         | junto a Robert Alexander, John Bell & Peter Cook        |
| 2008        | The August Moon                              | -            | Jean-Marc Russ    | Queensland Theatre     | junto a Paul Bishop, Sue Dwyer & Desmond Kelly          |
| 2007        | Who's Afraid of Virginia Woolf?              | -            | Michael Gow       | Cremorne Theatre       | junto a Kerith Atkinson, Andrew McFarlane & Andrea Moor |
| 2006        | Go Pinocchio!                                | -            | Kim Carpenter     | Q Theatre              | junto a Romy Bartz, Adriano Cappelletta & Mike Smith    |
| 2004        | How Like an Angel                            | -            | Maeliosa Stafford | Q Theatre              | junto a Patrick Dickson & Gwyneth Price                 |
| 2002, 2003  | Alone It Stands                              | -            | Wayne Harrison    | -                      | junto a Rupert Cox, Travis McMahon & Susan Prior        |
| 2003        | Wonderlands                                  | -            | Marion Potts      | Butter Factory Theatre | junto a Annie Byron, Roger Oakley & Gwyneth Price       |
| 1998        | The Siege of Frank Sinatra                   | -            | Graham Thorburn   | Ensemble Theatre       | junto a Max Cullen                                      |
| 1998        | Third World Blues                            | -            | Wayne Harrison    | Alexander Theatre      | junto a Kelly Butler, Grant Dodwell & Jack Finsterer    |
| -           | Crimes of the Heart                          | -            | -                 | Marion St. Theatre     | -                                                       |
| -           | The Crucible                                 | -            | -                 | Sydney Theatre         | -                                                       |
| -           | Hansel and Gretel                            | -            | -                 | Sydney Theatre         | -                                                       |

## Premios y nominaciones
| Año  | Categoría                                            | Premio               | Obra        | Resultado |
| ---- | ---------------------------------------------------- | -------------------- | ----------- | --------- |
| 2010 | Best Supporting Actor in a Musical                   | Helpmann Award       | Jersey Boys | Nominado  |
| 2010 | Best Performance by an Actor in a Musical or Cabaret | Sydney Theatre Award | Jersey Boys | Nominado  |
| 2009 | Best Male Artist in a Leading Role (Music Theatre)   | Green Room Award     | Jersey Boys | Nominado  |